# 英格蘭王國
英格兰王国（英語：Kingdom of England；927年—1707年5月1日）是西欧历史上的一个国家，地处大不列顛島南部，包含现今的英格兰与威尔士。王室的首要居所原本是汉普郡的温切斯特，但伦敦和格洛斯特被授予同样的地位——特别是伦敦，从1066年开始已经成为英格兰王国以及1707年聯合法令生效以来的英国事实上的首都。

## 历史

### 盎格鲁-撒克逊时期
英格兰王国没有清晰的成立日期，其明确的历史从七国时代开始。这七个小国家分别是肯特、东盎格利亚、诺森布里亚、麦西亚、埃塞克斯、萨塞克斯和威塞克斯。
8世纪时，威塞克斯王国从众小国之中脱颖而出。国王阿尔弗雷德反抗维京人侵略，率先以“盎格鲁-撒克逊人的国王”自称。阿尔弗雷德之子长者爱德华继承父业，继续对维京人用兵，使英格兰大部分地区重归盎格鲁-撒克逊人的统治。918年，爱德华的姐姐埃塞尔弗莱德去世，半年后，爱德华便从外甥女埃尔夫温手中夺取麦西亚王国的统治权。爱德华死后，其子埃塞尔斯坦于公元927年攻灭维京人掌控的诺森布里亚王国（斯堪的纳维亚约克），彻底统一六國。

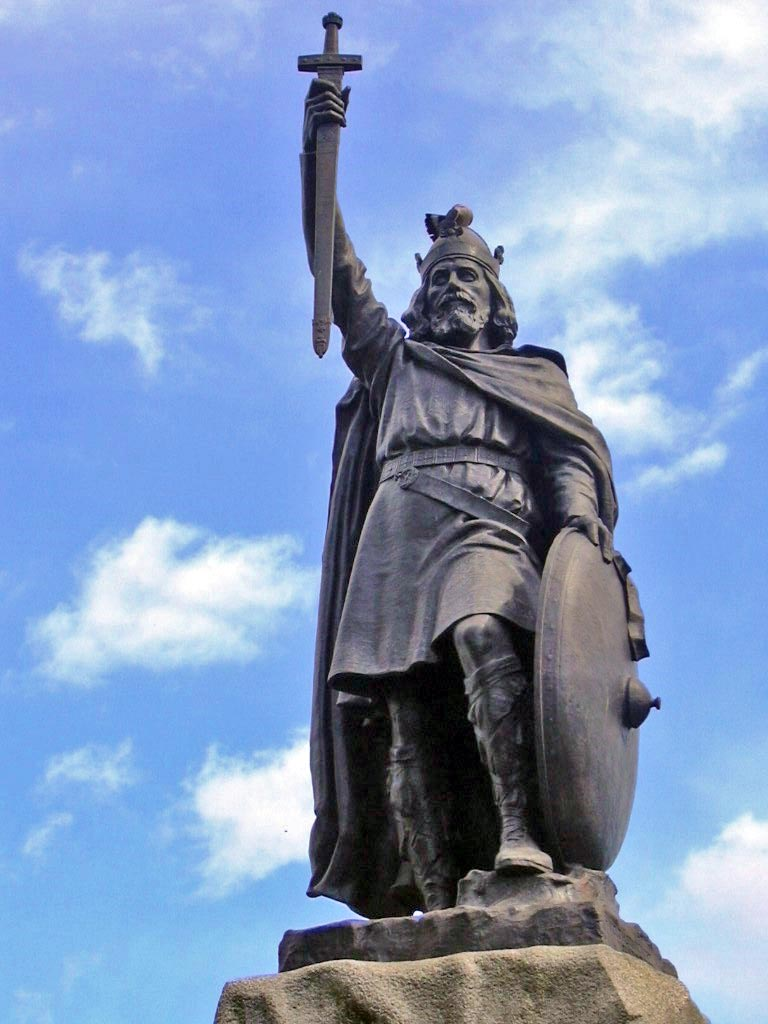
阿尔弗雷德大帝

### 威塞克斯王朝
埃塞尔斯坦於927年成功征服了斯堪的纳维亚约克的維京人，使其成為了整個英格蘭的第一位統治者。在他的統治期間，王室一直是英國的中心。王位由他同父異母的兄弟埃德蒙一世繼承。在接下來的幾年裡，盎格魯人和維京人間發生不計其數的戰爭，直到954年威塞克斯王国將斯堪的纳维亚约克吞併，战争才暂告一段落。

### 丹麦王朝
公元10世纪末，丹麦的维京人再度侵犯英格兰。1002年，英格兰国王埃塞尔雷德二世下令屠杀境内的維京人，结果激怒丹麦国王兼挪威国王八字胡斯韦恩。斯韦恩前后四次对英格兰用兵，最終1013年击败英格兰国王埃塞尔雷德二世，入主英格蘭王國。自此开始以英格兰国王自称，可惜次年便告病逝，由儿子克努特继承王位。1016年，埃塞尔雷德二世病逝，其子刚勇者埃德蒙无法再跟克努特争胜，协议共治英格兰。当年11月30日，埃德蒙二世死去，英格兰完全由克努特统治，是為丹麥王朝。
丹麦王朝的统治直至1042年6月8日哈德克努特逝世为止，他是克努特大帝与埃塞尔雷德二世前妻、寡妇诺曼底的埃玛的儿子。哈德克努特没有自己的继承人，由埃塞尔雷德二世的儿子忏悔者爱德华继位。威塞克斯王朝复辟，重新拿回英格兰王国。

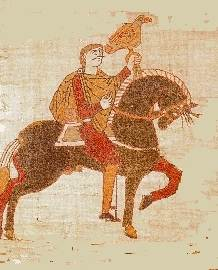
哈罗德二世是最后一个无争议的盎格鲁-撒克逊时代的英格兰国王

### 諾曼王朝（征服者威廉）
1066年1月4日/1月5日时，忏悔者爱德华驾崩，他并没有留下任何子嗣，王位由他的王后的兄弟哈罗德二世继承。而忏悔王爱德华的表弟诺曼底公爵威廉立即宣称自己拥有王位继承权。威廉率領一支由諾曼第與其他法國邦國組成的大軍，開始入侵英格兰，并且在1066年9月28日在萨塞克斯地方登陆。哈羅德二世与他的军队在约克的斯坦福桥战役获得胜利（1066年9月25日）。他们行军穿过整个英格兰来对抗诺曼底公国的入侵，两军在黑斯廷斯战役取得重要的勝負（1066年10月14日）。哈罗德二世不幸兵败阵亡，及其兩位弟弟也戰死沙場。威廉获得最后的胜利，自此威塞克斯王朝滅亡。諾曼地公國征服英格蘭，威廉一世在1066年12月25日加冕为国王，建立諾曼王朝。
威廉一世即位後，在政治上依附法國，下令編輯末日審判書，相當於現在人口、財產普查，透過此書他可以得到甫征服的國家的資訊，以便日後管理英格蘭。為了鎮壓國內盎格魯－撒克遜人的叛亂，威廉一世引入歐洲大陸的分封土地制度，將英格蘭的五分之一土地作為自己的領地。同時藉由領主效忠、強化英格蘭王權。引入了法語和法國的生活習慣，諾曼人的征服整個改變了英格蘭的文化，甚至是其語言、習俗。
獲得英格蘭後，威廉并没有计划将王国与诺曼底公国合并一起。諾曼第公國仍是法國國王的附屬國，不过身为诺曼底公爵，威廉仍然缺乏对法王腓力一世有效忠之心。独立的英格兰王国可以让他的统治不受到干扰。

### 金雀花王朝
1135年英格蘭國王亨利一世駕崩外甥史蒂芬繼位，安茹帝國的國王若弗魯瓦五世遂宣稱其妻玛蒂尔达皇后有權繼承英格蘭王位 ，此後，兩人在各自勢力支持下掀開了為時19年的王位爭奪戰，英格蘭陷入無政府狀態 ，兩派之間各有輸贏，1153年，兩派達成協議，英格蘭國王史蒂芬死後由兒子亨利繼承。
1154年，史蒂芬去世，依約由當時安茹帝國的國王亨利二世继位，開創了得名於若弗魯瓦的帽飾的金雀花王朝。並掌有诺曼底公国與安茹帝國，在法國的大片領土。
英格兰王国与诺曼底公国在1204年仍然保持着共主邦联的模式。直到英格兰国王约翰失去掉整个诺曼底公国在法国的广大领地，公国领土只剩下海峡群岛，而广大的法国安茹领地则由法王腓力二世兼并。之後，英國數次以收復失土的名義向法國開戰。
1214年7月，約翰在攻法國的戰役中失利，他被迫向法國支付賠償金。约翰仍然保有阿基坦公爵的封号以及领地，但國王聲勢權威淪喪。他的孙子爱德华一世在1282年击败威尔士末代王子卢埃林，但是仍然未征服威尔士。他在1301年将威尔士亲王的封号赐给他的长子爱德华二世，从此以后，“威尔士亲王”成为英格兰王子的封号。
1328年，法國由瓦爾德克伯爵腓力六世接掌王位，英格蘭國王爱德华三世依母親血脈聲稱有法國王位繼承權，成為開啟百年戰爭的引信。
金雀花王朝最後的君主是理查二世，1399年，他在遠征愛爾蘭時，被蘭開斯特公爵亨利奪去王位，最後被囚禁至死。

### 英法百年战争
爱德华三世为了争夺法国王位的继承权，而引发百年战争，这场战争从1337年至1453年，这场战争最后的结果是英国在法国的领地只剩下加莱市，法国收复其它所有领土。

### 蔷薇战争
英格兰在战后尚未恢复元气，紧接着为了王位争夺战的玫瑰战争（或蔷薇战争）爆发（1455年-1487年）。这是一场以兰开斯特家族和约克家族的支持者为了英格兰王位而发生的内战，而且这两个家族都是金雀花王朝的分支。造成兰开斯特王朝和约克王朝兩朝不斷反覆輪替。1485年，來自德赫巴斯王國的亨利·都鐸率軍擊敗了約克王朝的英格蘭國王理查三世。這場内战的结果是兰开斯特家族的女系男性后裔亨利·都鐸与约克家族的长女约克的伊丽莎白结婚而结束战争。亨利登基後稱為亨利七世，開創了都鐸王朝。
1499年，亨利處決了約克王朝乃至於整個金花雀家族最後的合法男系成員第十七代沃里克伯爵愛德華，從此地位得到穩固。

### 都铎王朝
來自德赫巴斯王國的亨利七世与她的王后约克的伊丽莎白是英国都铎王朝的创始者，都铎王朝统治王国的时期是1485年到1603年。期间，威尔士保持由13世纪晚期爱德华一世设立的一个独特法律与行政系统。都铎王朝的第二位国王亨利八世因為離婚問題和羅馬教廷鬧翻，於是成立英國新教，自己當教主，開始在全國強推宗教改革，查抄了全英格蘭800多個教區，以改革的名義搗毀教堂，還通過圈地和圍田或侵占民用耕地，積累財富，有了併入其他王國的資金。亨利八世以《1535年—1542年威尔士法案》将威尔士并入英格兰。从此，威尔士再不成为英格兰国王的个人采邑，而被并入英格兰，并派遣威尔士代表参加英格兰议会。
在亨利八世统治期间，1541年爱尔兰议会宣布亨利八世为爱尔兰国王，这也为爱尔兰王国与英格兰王国形成共主邦联的形式。
在亨利八世的长女、玛丽一世统治的时期，吉斯公爵于1558年1月7日占领加莱。1603年3月24日都铎王朝最后一位女王伊丽莎白一世逝世，都铎王朝完结。她的继承人是苏格兰的詹姆士六世，登上英格兰王位称为詹姆士一世。英格兰及苏格兰两个王国仍然维持共主邦聯的关系，直至1707年。

### 斯图亚特王朝
英國斯图亚特王朝首任君王為詹姆士一世，其母遭蘇格蘭貴族驅逐，流亡英格蘭，後來因為暗殺伊莉莎白女王一案被處死，詹姆士不譴責女王，反而討好伊莉莎白。在伊莉莎白女王死後，在沒有繼承命令下成為英國國王，是為斯图亚特王朝。詹姆士一世死後，其子查理一世任內發生清教徒革命，最終被當眾處決。
光荣革命后，尼德兰执政奥兰治的威廉三世入主为英格兰和苏格兰国王，形成英荷共主时期，其死后，英格兰王位由安妮女王继位。在1707年，英格兰及苏格兰两个王国在《1707年联合法案》通过后，共组大不列颠王国（1707年-1801年）。而在1714年，安妮女王駕崩，斯图亚特王朝宣告滅亡。安妮女王是英格兰王国的最后一位女王，亦是大不列颠王国的第一位女王。

### 走向联合王国
《1707年联合法案》亦使得英格兰与苏格兰的议会亦合并成大不列颠议会，议会位于伦敦西敏市的西敏区。在这个时候，英格兰王国终止以一个独立的政治实体存在，从此再没有国立的政府。但是在法律上，大不列颠王国的司法权只能管辖英格兰及威尔士（因为苏格兰仍然继续拥有自己的法律和法庭），于1800年后所组成的大不列颠与爱尔兰联合王国之后仍然如此。

## 共和时期与护国公
英格兰王国自从927年到1707年联合法案通过后一直都是君主专制的国家，除了在1649年到1660年中间这11年，因为英国内战的关系，英格兰王国出现短暂的共和体制。
在国王查理一世被处死后，英格兰成为共和政体，这段期间称为「英格兰联邦」（1649年－1653年）。共和时期有位显著的将军奥利弗·克伦威尔设法将英格兰共和政府的统治权扩张到爱尔兰与苏格兰。
在成功的占领苏格兰和爱尔兰后，克伦威尔实际掌握大权，他解散国会，并任命自己为护国公，1653年，奧利弗·克倫威爾解散殘餘國會，自任為護國公，其任期为终身职，在这段时间他实施独裁统治，改國號英格蘭、蘇格蘭和愛爾蘭聯邦（Commonwealth of England, Scotland and Ireland）。直到1658年9月3日克伦威尔过世后，由儿子理查·克伦威尔接任护国公之职。然而，理查无法控制政府，只好宣布辞职黯然下台。共和政府再度成立，但是无法有效的控制整个国家。只好在1660年将亡命法国的查理·斯图亚特召回伦敦即位，为查理二世，斯图亚特王朝复辟。